# William Albert Setchell
William Albert Setchell (Norwich, Connecticut, 15 de Abril de 1864 — 1943) foi um professor de Botânica da Universidade da Califórnia que se notabilizou pelos seus estudos florísticos da região do Pacífico.